# فولیک هاکوبیان
فولیک هاکوبیان (ارمنی: Ֆոլիկ Հակոբյան؛ زاده ۲۵ دسامبر ۱۹۳۵) شاعر، رمان‌نویس اهل ارمنستان است.

## زندگی‌نامه
وی در ۲۵ دسامبر ۱۹۳۵ در کاراگلوخ در به دنیا آمد .  وی عضو اتحادیه نویسندگان ارمنستان (۲۰۰۹) و اتحادیه روزنامه‌نگاران ارمنستان است. وی همچنین برنده جوایزی همچون آموزگار شایسته جمهوری ارمنستان (۲۰۰۴) و مدال خاچاطور آبوویان (۱۹۹۵) و شهروند افتخاری یغگنادزور (۲۰۰۵) شد.